# Agrilus pulchellus
Agrilus pulchellus es una especie de insecto del género Agrilus, familia Buprestidae, orden Coleoptera. Fue descrita científicamente por Bland, 1865.
Mide 6.5-10 mm. Las larvas se encuentran en raíces de Erigeron, Asteraceae. Se encuentra en el sudoeste de Estados Unidos y en México.